# Fredrik Conradi
Fredrik Conradi (23 de agosto de 1926 – 18 de abril de 1991) fue un cantante y promotor publicitario de nacionalidad noruega.

## Biografía
Su nombre completo era Fredrik Cato Conradi, y nació en Oslo, Noruega.
Entre 1951 y 1954 formó parte del grupo de música pop The Monn Keys, el cual integraban también Sølvi Wang y Oddvar Sanne. 
Como cantante hizo pequeños en largometrajes como Portrettet (1954) y Brudebuketten (1953). Conradi renunció a su puesto en el grupo musical para trabajar como gerente de publicidad de la empresa Esso.
Fredrik Conradi falleció en 1991. Fue enterrado en el Cementerio Vestre Gravlund de Oslo. Fue padre de Jacob Conradi y del actor Kåre Conradi.

## Filmografía
- 1954 : Portrettet
- 1953 : Brudebuketten